# 아우토반 100호선
아우토반 100호선(독일어: Bundesautobahn 100, BAB 100, A 100)은 독일 베를린 내부를 잇는 고속도로이다. 베를린의 미테구, 샤를로텐부르크빌머스도르프구, 템펠호프쇠네베르크구, 노이쾰른구를 지난다. 독일의 분단기에 계획되었고, 계획 당시에는 순환선 고속도로 건설할 예정이었다. 그러나 독일의 재통일 이후에도 완전한 순환선 고속도로로 건설하지 않고 북동부 구간은 일반 시내도로에 순환선 기능을 부여하고 있다. 기능에 따른 고속도로의 별칭은 도시고속도로(Stadtautobahn), 베를린 도시순환도로(Berliner Stadtring)이다. 베를린 순환선 철도와 여러 구간에서 평행하게 지난다.

## 노선
100호선은 베를린 북서부의 제슈트라세 도로의 연장으로 시작하며, 베스트하펜 운하에 인접해 있는 산업 단지와 근교 농지를 지나면서 샤를로텐부르크 분기점에 도달한다. 여기에서는 테겔 및 오라니엔부르크 방면 아우토반 111호선이 북쪽으로 분기하고, 100호선은 곡선을 그리며 남쪽으로 방향을 전환하여 슈프레강을 건넌다. 슈프레강을 건넌 후에는 베를린 순환선 궤도와 평행하게 진행한다. 순환선의 베스트엔트역과 베스트크로이츠역 사이 구간은 철도 노반과 고속도로가 평행하게 지나가며, 이 구간에서 연방국도 2호선 및 5호선과 교차한다.
베를린 베스트크로이츠역 근처에 포츠담 방면 아우토반 115호선이 분기하는 풍크투름 분기점이 있다. 메세 베를린 부지는 고속도로 바로 옆에 위치해 있다. 고속도로는 S반 상부 및 열차선 하부를 통과하며, 라테나우플라츠(Rathenauplatz) 광장 일대는 212 m 길이 터널로 지하화되어 있다. 파울스보르너 슈트라세(Paulsborner Straße) 인근부터 베를린 순환선 철도와 다시 평행하게 지나가며, 슈테글리츠 분기점 일대에서 철도와 입체 교차한다. 인스브루커 플라츠(Innsbrucker Platz) 근처에서는 하우프트슈트라세(Hauptstraße) 도로와 순환선 철도 아래를 지하로 통과하며, 아우토반 103호선이 남서쪽으로 분기하는 쇠네베르크 분기점에 도달한다. 쥐트크로이츠역 일대에서 다시 순환선 철도와 병행하게 지나간다.
템펠호퍼 펠트의 남서쪽 경계선을 따라가다가, 약간 남쪽으로 방향을 전환한 다음 노이쾰른구 브리츠 일대의 녹지와 공원을 지하로 통과한다. 브리츠 터널(Tunnel Ortskern Britz)은 이 고속도로에 있는 가장 긴 터널이자, 기점 기준으로 가장 마지막에 있는 터널이다. 노이쾰른 선박운하 근처에서 아우토반 113호선이 90도 곡선을 그리며 남쪽으로 분기하며, 100호선은 선박운하를 건넌 후 그렌츠알레 나들목에서 끝난다. 그렌츠알레 나들목부터 다시 북쪽으로 방향을 전환하여 조넨알레 나들목, 암 트레프토어 파르크 나들목까지의 구간은 2025년 6월에 개통할 예정이다.

### 개통 연혁[2]
- 1958년: 쿠르퓌르스텐담 나들목-호엔촐레른담 나들목
- 1960년: 호엔촐레른담 나들목-데트몰더 슈트라세 나들목(임시)
- 1961년: 풍크투름 분기점-호엔촐레른담 나들목
- 1962년: 샤를로텐부르크 분기점-카이저담 쥐트 나들목
- 1963년: 카이저담 쥐트 나들목-풍크투름 분기점
- 1969년: 데트몰더 슈트라세 나들목-벡스슈트라세 나들목(임시)
- 1973년: 제슈트라세 나들목-야코프카이저플라츠 나들목
- 1976년: 쇠네베르크 분기점-작센담 나들목(임시)
- 1978년: 벡스슈트라세 나들목-쇠네베르크 분기점
- 1979년: 샤를로텐부르크 분기점-야코프카이저플라츠 나들목
- 1981년: 알보인슈트라세 나들목-그라데슈트라세 나들목(당초 템펠호프 분기점으로 계획됨)
- 1987년: 수아디카니슈트라세 나들목(임시)-알보인슈트라세 나들목
- 1996년: 작센담 나들목(임시), 수아디카니슈트라세 나들목(임시) 폐지
- 2000년: 그라데슈트라세 나들목-부슈크루크알레 나들목(브리츠 터널 포함)
- 2004년: 부슈크루크알레 나들목-그렌츠알레 나들목

노이쾰른 분기점 이후 계획된 구간은 다음과 같다.
- 16공구(2025년 6월 개통 예정): 그렌츠알레 나들목-암 트레프토어 파르크 나들목
- 17공구: 암 트레프토어 파르크 나들목-슈토르코어 슈트라세 나들목
- 나머지 구간의 순환선 고속도로 건설 계획은 베를린 토지이용계획에서 폐기되었다.

## 건설 역사
독일의 분단기에 서베를린의 도시고속도로로 기획되었고, 독일의 분단기에 반원형으로 건설되어 독일 재통일 시 완전한 순환선 고속도도로 개축할 계획이었다. 독일의 재통일 이후에 과거 동베를린 구간 계획은 부지 인근의 도시 발달로 인하여 대부분 폐기되었다. 현재 아우토반 번호 체계가 도입되기 전에는 53호선(A 53)으로 불렸고 1975년에 10호선(A 10)으로 개칭되었다. 독일 재통일 이후 10호선은 베를린 외부를 지나는 순환선으로 변경되었고, 내부 순환선은 100호선으로 개칭되었다. 당초 100호선은 기센에서 브레멘을 연결하는 란-베저 고속도로(Lahn-Weser-Autobahn)에 붙여질 예정이었다.

### 초기 구간

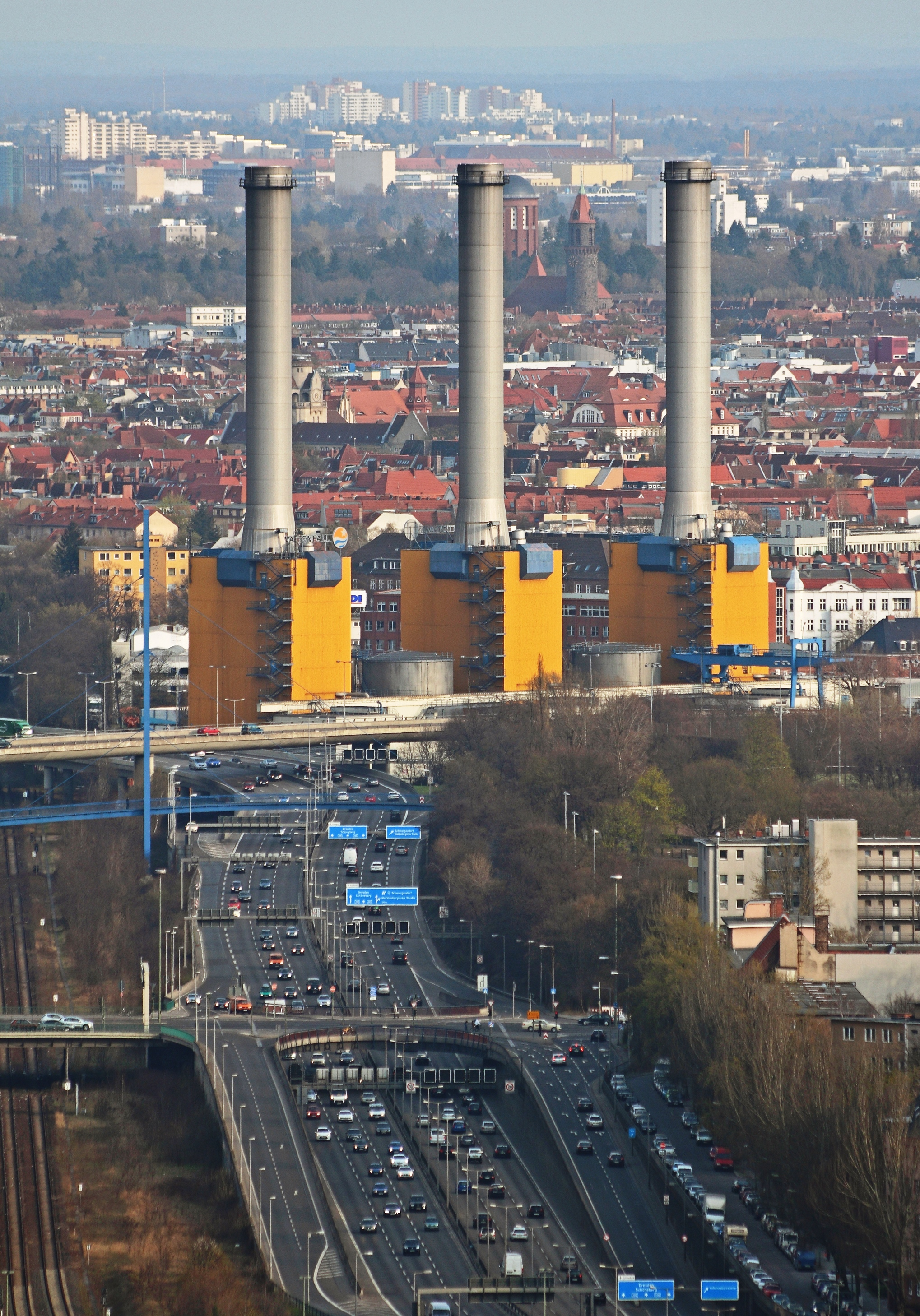
베를린 라디오탑에서 바라본 100호선과 빌머스도르프 화력 발전소, 2013년

1956년 4월에 쿠르퓌르스텐담-호엔촐레른담 구간 고속도로 건설이 시작되었다. 베를린 순환선 철도와 평행한 순환도로는 1862년 당시 호브레흐트 계획에도 포함되어 있었고, 1948년부터 도시 계획에 포함되었다. 서베를린 내각에서는 1955년 7월 4일에 시도로써 고속화 순환도로 건설을 계획했고, 1962년이 되어서야 고속도로로 편입되었다. 당초 고속화도로로 계획되었기 때문에, 고속도로보다 더 작은 규격인 전폭 27 m, 차로 폭 3.5 m로 계획되었고, 다른 고속도로에 비해서 나들목이 더 많이 설치되었다. 풍크투름 분기점에서 수백미터 이내에 여러 교량, 터널, 나들목, 철도 시설이 밀집해 있기 때문에 라테나우플라츠 일대는 212 m 터널을 통해서 지하로 통과한다. 이 터널은 1958년 11월에 개통했다. 그와 동시에 풍크투름 분기점은 1921년 개통한 AVUS 및 아우토반 115호선과도 연결되었다.
노선 북서쪽에 있는 루돌프비셀교(Rudolf-Wissell-Brücke)는 1959년부터 1962년까지 건설된 길이 930 m인 베를린에서 가장 긴 교량이다. 베를린-함부르크선 및 베를린-레어테선의 선로 위를 지나며 슈프레강의 샤를로텐부르크 구간을 건넌다. 샤를로텐부르크 분기점의 진출입로 중 일부는 교량 위에 건설되었고, 지멘스담 나들목(Ausfahrt Siemensdamm)은 아우토반 111호선 분기 구간에서 진출로가 분기하며, 야코프카이저플라츠 나들목(Ausfahrt Jakob-Kaiser-Platz) 진출로는 도로 좌측에서 분기한다. 좌측 분기 진출로는 독일의 아우토반에서는 여기를 포함하여 단 세 곳만 존재한다. 샤를로텐부르크 분기점에서 AVUS/할렌제 사이 구간은 1963년 12월 20일에 개통했다.

### 절반의 순환선으로의 확장
1965년 서베를린 토지이용계획에서 고속도로 부지가 지정되면서 추가 구간 건설이 시작되었다. 남부 구간은 아우토반 103호선의 분기점이 되는 쇠네베르크 분기점까지 연장되었다. 북부 구간은 아우토반 105호선과의 분기점이 될 예정이었던 제슈트라세 나들목까지 연장되었으나 해당 고속도로는 결국 건설되지 않았다. 103호선은 서부 간선도로로 계획되었으나, 당초 건설된 남서부 구간 이외의 추가 연장은 진행되지 않았다. 서베를린의 도심인 시티 웨스트는 1979년까지 건설된 반원형 구간과 티어가르텐에서 서쪽으로 진행하는 도로를 통해서 고속도로와 연결되었다.

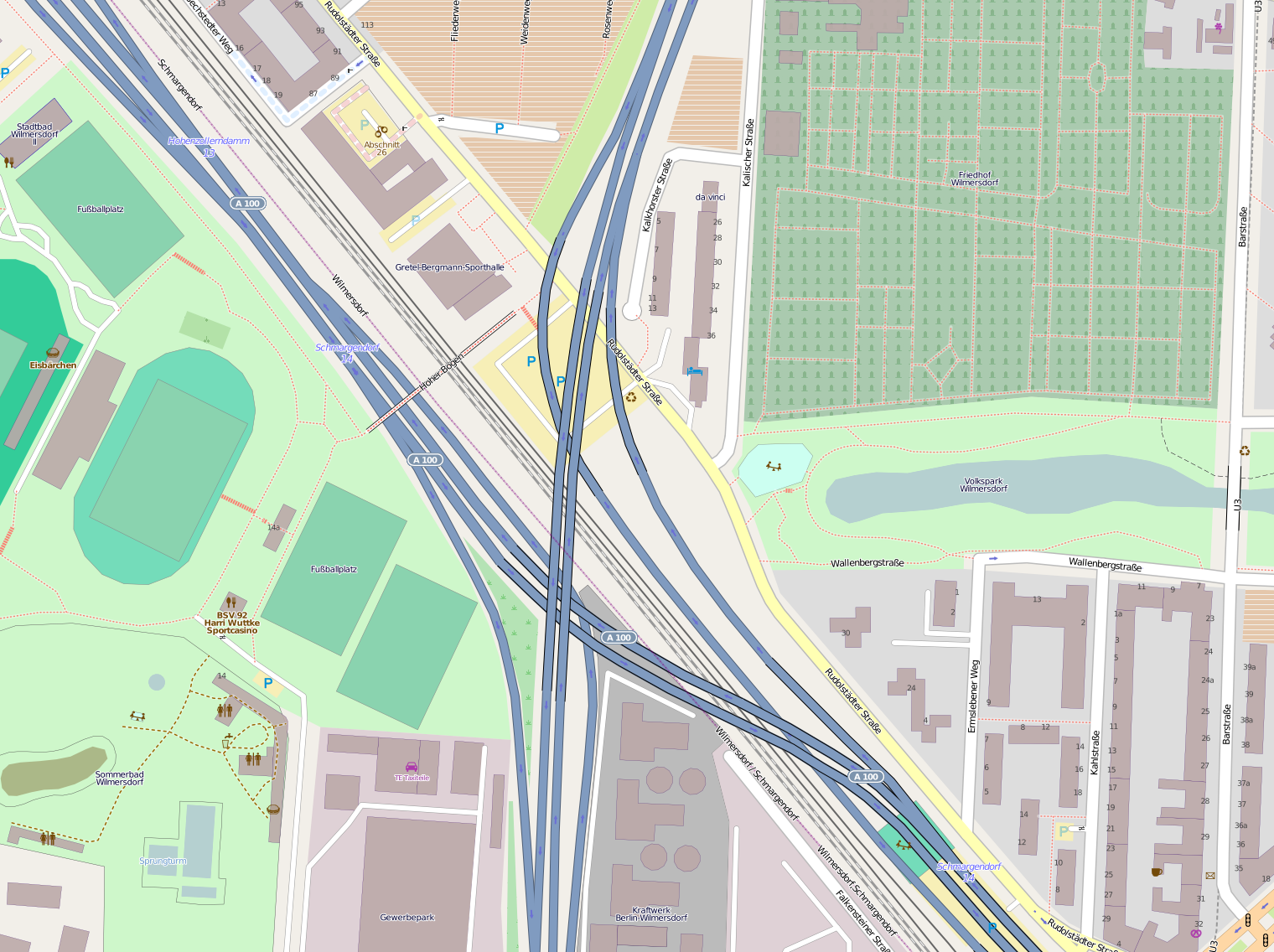
빌머스도르프 분기점(이후 슈마르겐도르프 나들록)과 진출입로

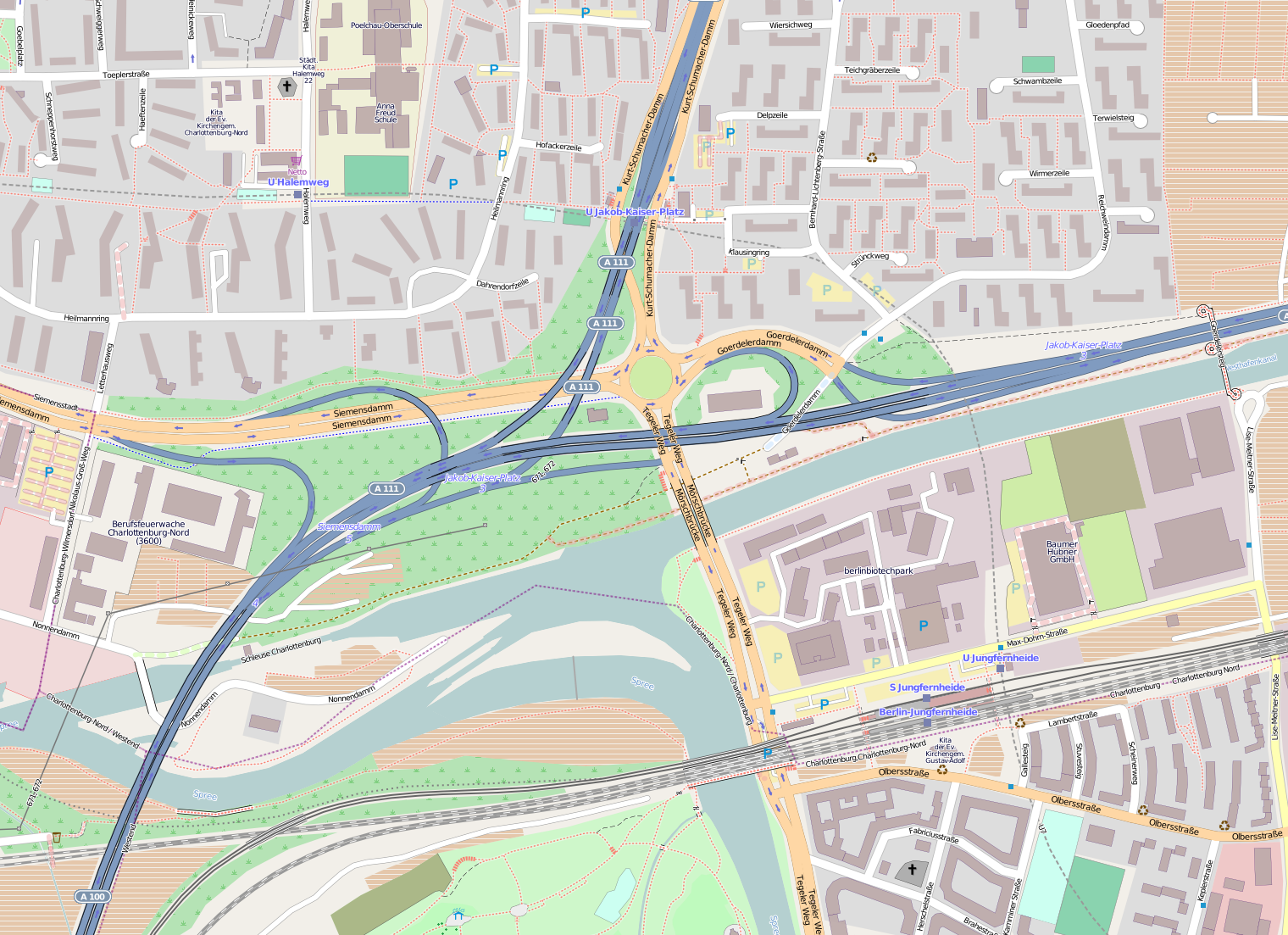
샤를로텐부르크 분기점과 야코프카이저플라츠 나들목 진출입로

슈마르겐도르프 나들목은 건설 당시에는 빌머스도르프 분기점이었으며, 슈테글리츠 방면 아우토반 104호선과의 분기점으로 기능했다. 104호선은 2005년에 고속도로 노선에서 지정 해제되었고 100호선의 접속도로로 격하되었다. 분기점이었던 시절의 흔적으로 나들목 기준으로는 긴 진출입로가 남아 있다. 1974년에는 분기점 위를 지나는 보행자 육교인 호어 보겐(Hoher Bogen)이 개통했고, 이름 그대로 높은 곳을 지난다. 데트몰더 슈트라세 임시 나들목은 개통 당시에는 고속도로와 평행하게 지어진 데트몰더 슈트라세 동쪽으로의 진출입만 가능했으나, 정식 나들목으로 승격 과정에서 서쪽으로의 추가 진출입로가 건설되었다. 새로 건설된 진출입로는 하이델베르거 플라츠 인근의 과거 진출입로 인근에서 끝나기 때문에, 교통공학적으로는 분리되어 있는 두 개의 나들목이 서로 같은 이름을 가진 것으로 취급된다. 1960년대 서베를린이 자동차 친화적 도시로 개발되면서 고속도로와 교차하는 대로인 분데스알레의 여러 구간이 지하화되었지만, 해당 도로는 100호선과 직접 나들목이나 분기점으로 연결되지 않고 서쪽으로는 데트몰더 슈트라세, 동쪽으로는 벡스슈트라세(Wexstraße)를 통해서 간접적으로 연결되었다. 인스브루커 플라츠 광장 일대 지하화 공사는 지하철역 추가 건설 공사가 같이 진행되었기 때문에 상대적으로 긴 기간인 1971년부터 1979년까지 진행되었다. 지하 구간 공사의 일부로 지구 내 중심 도로와 연결되는 진출입로 공사가 같이 진행되었다. 벡스슈트라세 나들목의 진출입로와 인스브루커 플라츠 나들목의 진출입로는 광장 일대에서 서로 연결되어 있고, 동쪽으로 쇠네베르크 분기점으로 이어진다.
북쪽의 샤를로텐부르크 분기점 아래쪽에 있는 야코프카이저플라츠 광장은 1973년에 나들목이 건설되었지만, 1979년이 되어서야 완전한 모습을 갖추었다. 현재도 아우토반 111호선의 나들목 기능을 수행하며, 지멘스담/노넨담알레 도로와의 진출입로 기능을 수행한다. 출퇴근 시간대에는 지멘스담 나들목의 진출입이 통제되며, 100호선을 이용하기 위해서는 야코프카이저플라츠까지 진행한 다음 거기에 있는 나들목을 통해서 이용해야 한다.

### 12공구

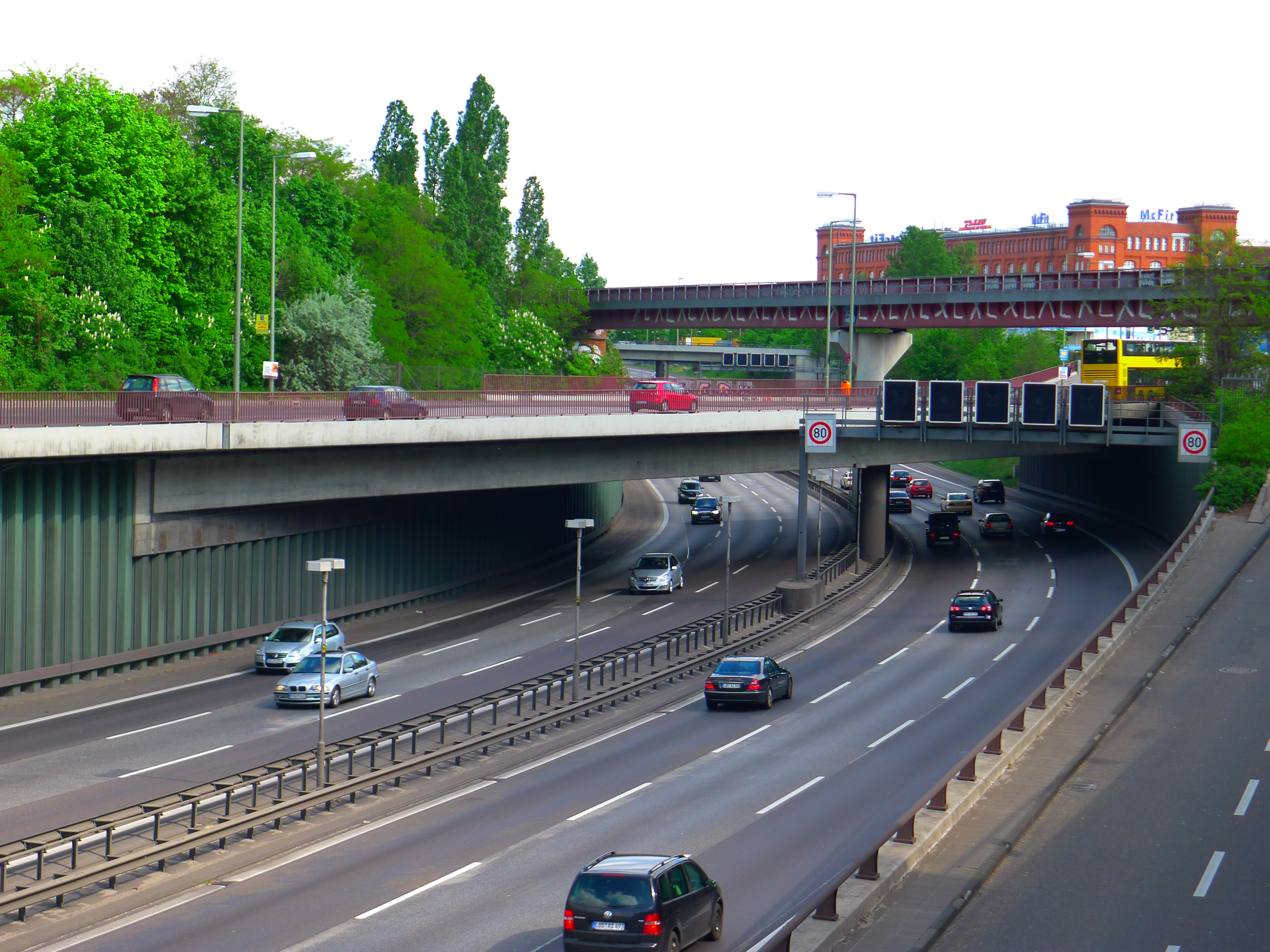
작센담(Sachsendamm) 도로를 구성하는 교량은 고속도로 위를 지나가며, 그 위로는 철교가 지나간다. 사진 오른쪽으로는 알보인슈트라세 나들목의 출구가 보인다.

12공구는 서부 간선도로의 분기점으로 계획된 쇠네베르크 분기점부터 동부 간선도로의 분기점으로 계획된 템펠호프 분기점 사이의 구간을 이야기한다. 공사 계획 자체는 1972년부터 시작되었으나, 착공은 10여년이 지난 후에야 진행되었다. 쇠네베르크 분기점 건설 과정에서 안할트선을 하부로 통과하고 인접한 도로와의 교차 문제도 해결해야 했다. 그 결과 인스브루커 플라츠 광장 및 베를린 순환선 아래를 지나는 260 m 길이의 터널이 건설되었고, 이 터널은 인스브루커 플라츠 나들목의 일부로 건설되었다. 쇠네베르크 분기점 동쪽으로도 또 다른 철도 하부 터널이 건설될 예정이었다. 그러나 계획된 도로 부지가 베를린-드레스덴선의 폐지된 Tpa 신호소 아래를 지났기 때문에, 건설을 위해서 당시 일대 건설권을 가지고 있었던 독일국영철도와의 협상이 시작되었으나 결국 결렬되었다. 동독에서는 서독 측이 새로운 화물역을 건설한다는 조건 하에 구 철교 철거를 승인할 예정이었기 때문에 도로 건설 계획은 1974년에 중단되었고, 10년이 지난 후에는 협상 자체가 중단되었다.
협상이 결렬된 결과 쇠네베르크 분기점 끝에 작센담 임시 나들목이 설치되었고, 향후 건설될 고속도로와 평행하게 진행하는 작센담 도로를 우회 도로로 지정했다. 우회 도로는 1972년부터 1996년까지 사용되었으며, 고속도로의 주요 병목 구간이었다. 일반 도로와 접속했기 때문에 고속도로에 신호등이 설치되어 있었으며, 이는 정체의 원인이 되었고, 당시에는 베를린의 최장거리 주차장(Längster Parkplatz Berlins)으로 불리기도 했다. 교통정보에서 작센담으로 자주 불렸기 때문에 공구 자체도 작센담으로 불리기도 했지만, 1992년 건설 계획에서의 정식 명칭은 작센담 나들목-알보인슈트라세 구간 연결이었다. 독일의 재통일 이후 건설의 장애 요소가 사라졌기 때문에 해당 구간 연결은 높은 우선순위로 진행되었으며, 1990년에는 건설에 방해가 되었던 구 철교가 폭파 철거되었다. 건설 예산은 2억 7000만 마르크였으며, 추가 예산 투입을 통해서 1995년 12월에 임시로 왕복 4차선으로 개통했다. 과거 작센담 나들목의 축소 공사 이후 추가로 2개 차선을 더 건설하여 1996년 10월에 고속도로가 완전 개통했다.
고속도로는 철도 하부를 지나가며, 1993년 착공 당시 도이체 반은 철도 궤도 건설 계획을 확정하지 않았기 때문에 상부를 폭 70 m 콘크리트 구조물로 시공했다. 고속도로 건설과 함께 작센담을 횡단하는 교량도 추가로 건설되었다. 철교 인근에는 쥐트크로이츠역으로 직통하는 보행자 전용 교량도 있다. 단방향 진출입만 가능했던 알보인슈트라세 나들목에도 동쪽으로의 추가 진출로가 한 곳 더 건설되었지만, 서쪽으로의 진입로는 부지 관계상 설치가 불가능하기 때문에 과거 작센담 임시 나들목의 철거되지 않은 진입로를 이용해야 한다.

### 13공구

그라데슈트라세 진출입로 및 오버란트슈트라세 나들목

알보인슈트라세 나들목-그라데슈트라세 진출입로 구간은 1981년 11월 24일에 개통했다. 그라데슈트라세 진출입로는 1965년 당시 계획에서는 고속도로 분기점으로 건설할 예정이었으며, 공사 당시에 템펠호프 분기점으로 확대할 수 있는 분기 구간을 같이 공사했다. 분기 구간 건설 당시에는 새로운 고속도로가 고가로 분기할 것을 예상했으나, 실제 고속도로 건설은 터널로 진행되면서 램프가 철거되었다. 그라데슈트라세 나들목 진출입 램프는 유지되었고, 차후 아우토반 102호선 건설로 확대할 수 있도록 분기 구간도 2차선으로 건설되어 있었으나 최종적으로 102호선 고속도로 건설은 취소되었다.
오버란트슈트라세 나들목의 동쪽 끝에서 얼마 가지 않은 지점에서 그라데슈트라세 진출입로가 분기한다. 오버란트슈트라세 나들목과 템펠호퍼 담 나들목 사이 구간은 과거 베를린 템펠호프 공항 부지의 남쪽에 인접해 있다. 고속도로가 고가로 건설되어 있기 때문에 도로 위에서 공항 부지에 들어선 공원인 템펠호퍼 펠트를 조망할 수 있다. 1978년에는 템펠호프 화물역 동쪽에서 고속도로 하부를 교차하는 프로판 가스 충전소 전용선이 건설되었다. 2000년대 초반에 충전소가 폐업하면서 전용선 역시 폐지되었다. 템펠호퍼 담 나들목 서쪽 끝은 알보인슈트라세 나들목 동쪽 끝에 인접해 있다.
1987년에는 수아디카니슈트라세 임시 나들목이 추가로 건설되었고 작센담 일대 구간 완공과 함께 폐지되었다.

### 14공구

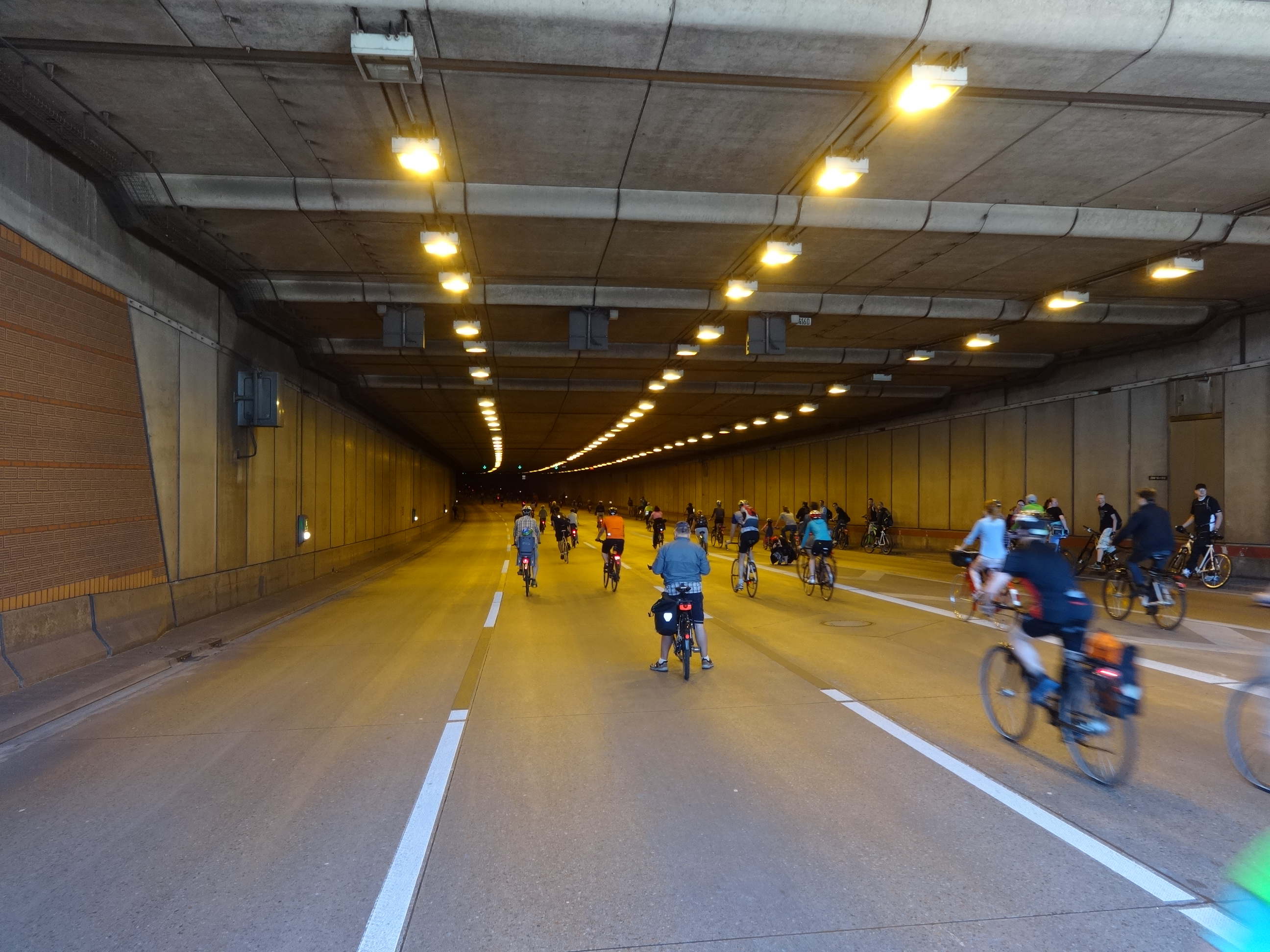
브리츠 터널

브리츠 터널(Britzer Tunnel, Tunnel Ortsteil Britz, Tunnel Ortskern Britz)은 1995년에 착공하여 2000년 7월에 완공했다. 과거 계획에서는 해당 구간을 고가로 건설할 예정이었고, 베를린 장벽 붕괴 이전까지는 건설이 진행되지 않았다. 브리츠 중심부를 고속도로 건설로 단절하지 않기 위해서 계획을 변경하여 지하화되었다.
진출입로의 길이는 2,621 m이며, 이 중 1,713 m는 터널 내부에 포함되어 있다. 터널은 각각의 폭이 14.50 m인 쌍굴로 건설되었고, 각 터널은 3.66 m 폭의 편도 3차선, 1.50 m 폭의 갓길, 1 m 폭의 비상 보행로 2개소가 건설되어 도로의 전폭은 12.50 m이다. 교통 시설 설치를 위해서 터널 천장 하부 40 cm를 예비 구간으로 설정해 두어서, 터널 높이는 4.90 m이지만 최대 진입 가능한 차량 높이는 4.50 m이다. 터널 진입부에 전고 통제 시스템이 설치되어 있다. 둘 중 하나의 터널이 폐쇄되었을 때 사용할 수 있는 가변차로시설도 설치되어 있다. 터널 내부에서는 동쪽으로 진출입만 가능한 브리처 담 나들목이 설치되어 있다.

### 15공구
브리츠 터널을 빠져나온 후 100호선의 본선은 왕복 4차선으로 감소하여 남쪽으로 아우토반 113호선과 연결된다. 113호선은 1997년에 착공하여 100호선과 접속되는 북부 구간 및 노이쾰른 분기점은 2004년 7월 14일에 개통했다. 113호선은 남쪽으로 계속 확장하여 2005년에는 아들러스호프, 2008년에는 발터스도르프까지 연장되어 아우토반 13호선과 접속된다.
100호선의 16공구 건설을 위해서 바깥쪽으로 왕복 2개 차선이 분기한다. 16공구 완공 이전까지는 그렌츠알레 임시 나들목으로 직선으로 이어졌으며, 공사 중에는 직통 진출입로는 폐쇄되고 우회 경로로 변경되었다. 노이쾰른 분기점 건설 당시에도 계획된 연장과 나들목 건설을 위해서 다수의 입체 교차 교량으로 분기점이 건설되었으며, 이 중 일부 교량은 노이쾰른 선박운하를 건넌다. 선박운하의 노이쾰른항과 브리츠 동항 사이에 위치해 있다.

### 16공구

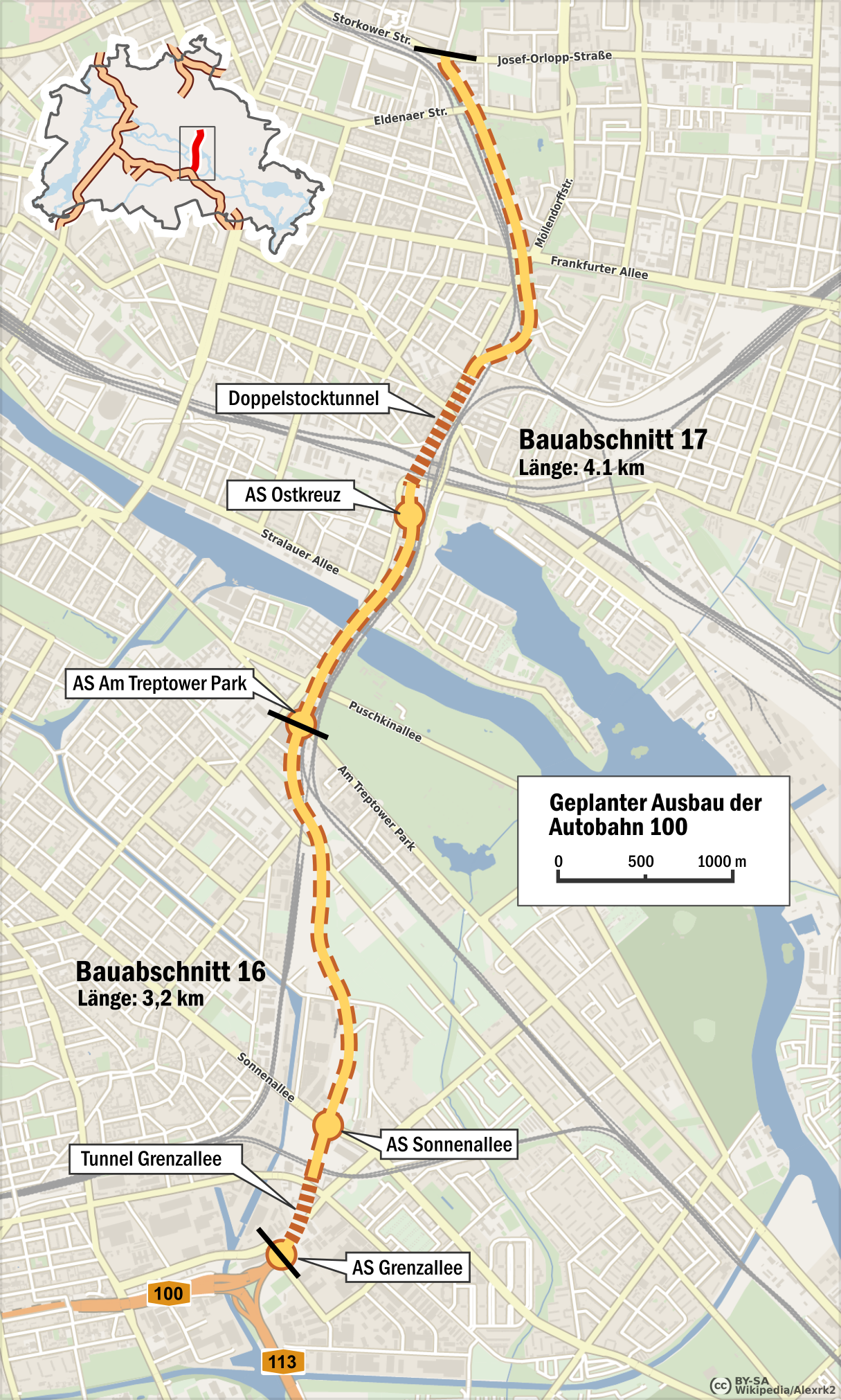
2016년 기준 연장 구간인 16공구와 17공구

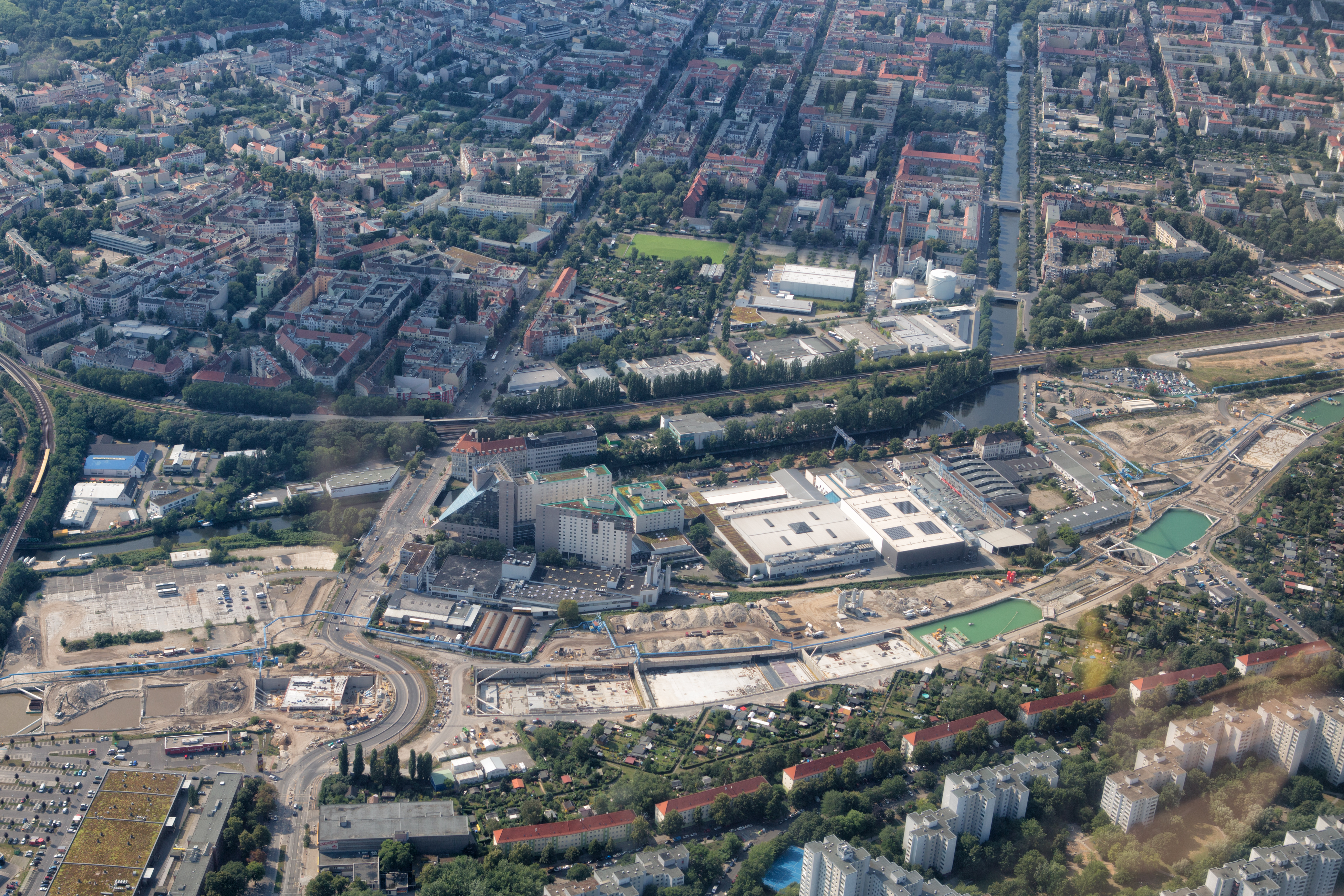
에스트렐 호텔 인근의 터널 공사 항공 사진

15공구 이후 추가 연장 구간으로 계획된 2개 공구 중 하나이다. 16공구는 노이쾰른 분기점에서 시작하여 북동쪽으로 베를린 순환선을 따라 가다가 트레프토 화물항 인근에 건설될 암 트레프토어 파르크 나들목까지의 구간이다. 총 거리는 3.2 km이다. 분기점 통과 이후 그렌츠알레와 노이쾰니셰 알레를 지하로 통과하고, 그 후 조넨알레 나들목을 경유하여 트레프토 화물역까지 순환선 철도와 평행하게 북쪽으로 진행한다. 키프홀츠슈트라세와 순환선을 하부로 통과하여 암 트레프토어 파르크 나들목에서 공구가 끝난다. 2000년부터 2003년까지 공사 현장 인근에 상업용 건물을 건설할 때에도 고속도로 건설 부지는 비워 두었다.
건설 계획은 2009년 3월에 공개되었고, 그 해 말에 4주간의 의견 청취 기간을 가졌다. 공사를 놓고 독일 연방행정법원에 제기된 소속이 2012년 10월에 공사 허가로 판결이 나면서 그 이후에야 공사를 시작할 수 있었다. 2013년 5월 8일에는 착공식이 개최되었고, 2021년 말~2022년 초에 완공될 것을 예상했다. 공사 예산은 4억 1700만 유로로 예상되며, 이 중 5600만 유로는 부지 매입비이다.
트레프토 화물역 일대의 폐유 및 폐철 등 오염물 제염 작업, 알려지지 않았던 터널 구조물 처리 문제로 인하여 약 6억 유로로 예산이 증가했다. 키프홀츠슈트라세 일대의 베를린 순환선 상부 교차 교량 재설계가 진행되면서 완공 일정 역시 연기되었다. 2021년 3월 기준으로는 예산이 7억 유로로 증가했고 2024년 말로 완공 일정이 미루어졌다. 2024년 2월에는 완공 일정이 2025년 6월로 미루어졌다. 킬로미터당 건설 비용이 약 2억 2000만 유로로 독일에서 가장 비싼 고속도로 건설이 되었다.

## 미래

### 17공구
17공구는 순환선 철도와 평행하게 건설되며, 더 이상의 추가 연장 계획은 없다. 착공 및 완공 일정은 정해지지 않았다. 트레프토어 파르크에서 시작하여 오스트크로이츠역까지 지상으로 약 1.5 km, 오스트크로이츠역 일대는 900 m 복층 터널, 마지막 2 km는 프리드리히스하인, 리히텐베르크를 통과하여 슈토르코어 슈트라세까지 지상으로 건설된다. 프랑크푸르터 알레까지의 노선안은 총 7종류가 제안되었다.
트레프토어 파르크 분기점에서 시작하여 연방국도 96a호선과 평행하게 슈프레강을 건넌다. 오스트크로이츠역 일대를 지하로 통과한 다음 예정된 프랑크푸르터 알레 나들목을 지난다. 원래는 17공구 공사를 여기에서 끝내려고 했으나, 2015년 독일 연방계통계획에서 북부 연장안이 포함되었다.
오스트크로이츠역 재건축이 진행되던 2006년에 지하 24 m에 1.2 m 두께의 콘크리트 벽체 구조물을 건설했다. 그 위에 2 m 두께의 콘크리트 벽을 건설했고, 벽체 위로 오스트크로이츠역 역사가 건설되었다. 향후 구간 확정 시 오스트크로이츠역 일대는 이 터널 구조물로만 지나게 된다.

### 유지 보수
풍크투름 분기점을 구성하는 25개 교량의 재건축이 예정되어 있으며, 추가로 메세담 나들목이 건설된다. 일대의 높은 교통량 때문에 교통 차단 없이 건설할 계획이다. 이 공사는 2025년 말에 시작될 예정이다.
드레스덴 카롤라교 붕괴 사고 이후로 독일 전국의 교량 안전점검이 강화되었고, 이 과정에서 2025년 3월 6일 교량 모니터링 중 링반교(Ringbahnbrücke)에 발견된 균열이 커진 것을 확인했다. 그 결과 북쪽으로의 고속도로 통행이 1개 차로로 제한되었다. 3월 19일 오후 8시부터는 안전상의 이유로 북쪽으로의 통행이 완전히 제한되었고, 3월 24일부터는 노이쾰른 방면 왕복 3차선 교량을 노이쾰른 방면 왕복 2차선/베딩 방면 왕복 1차선으로 변경했다. 베를린시에서는 시내 구간의 우회도로를 지정했다. 3월 27일에는 교량 붕괴 시 아래쪽에 있는 철도에 영향을 주는 것을 방지하는 지지대가 설치되었고, 베를린 S반의 운행이 부분적으로 중단되었다. 4월 12일에 링반교와 베스트엔트교(Westendbrücke)의 철거 작업이 시작되었다. 철거 작업은 4월 17일에 완료되었고, S반 운행은 4월 28일에 재개되었다.

## 교통

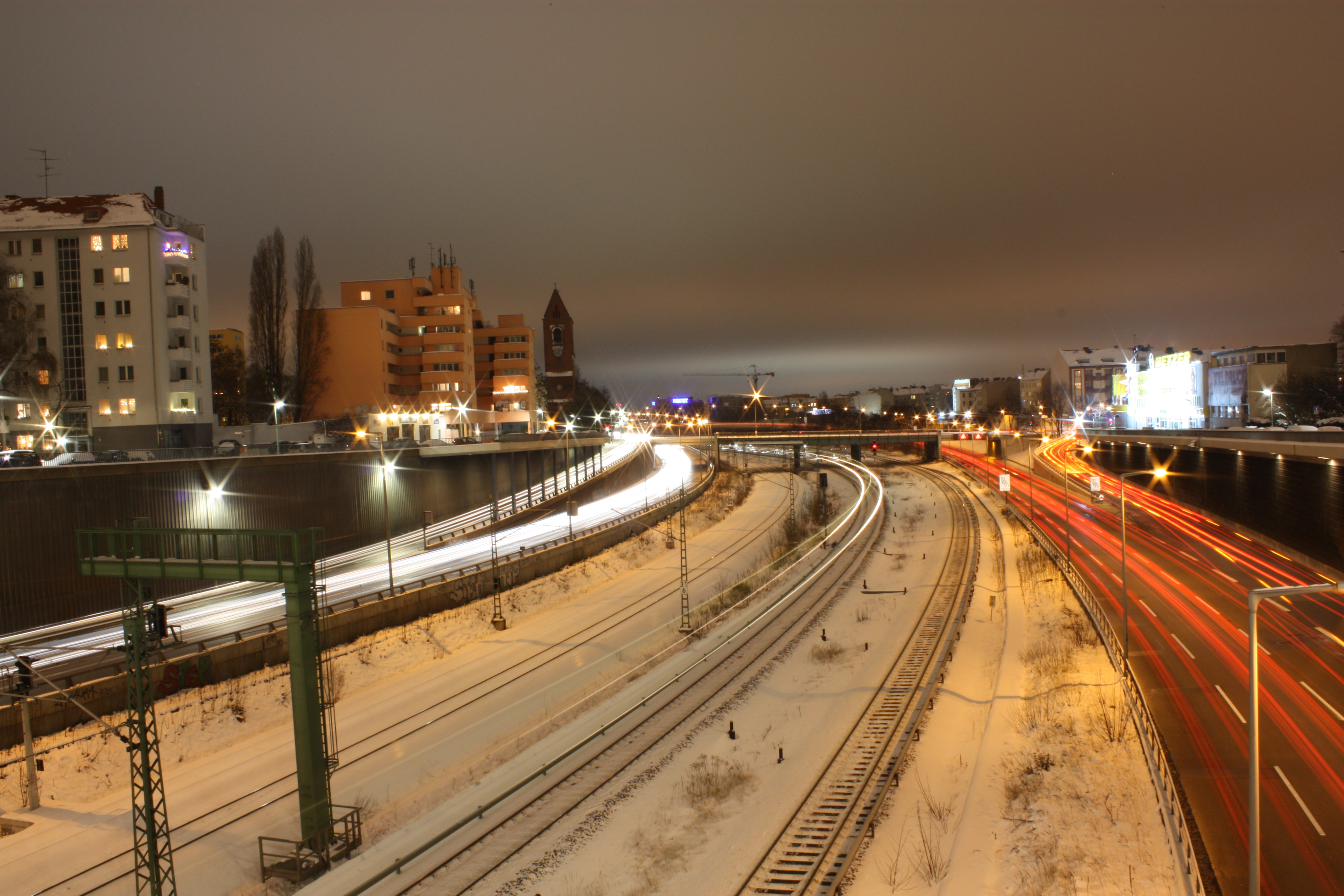
카이저담에서 북쪽으로 바라본 100호선

풍크투름 분기점-쿠르퓌르스텐담 구간은 2005년 기준 1일 191,400대가 이용했고 독일에서 가장 혼잡한 도로이다. 100호선의 다른 구간도 독일에서 가장 혼잡한 구간 10위권에 속한다.
| 순위 | 일간 교통량 | 구간                                |
| ---- | ----------- | ----------------------------------- |
| 01   | 191,400대   | 풍크투름 분기점-쿠르퓌르스텐담      |
| 02   | 181,500대   | 카이저담-풍크투름 분기점            |
| 03   | 176,700대   | 샤를로텐부르크 분기점-카이저담      |
| 04   | 176,700대   | 쿠르퓌르스텐담-슈마르겐도르프       |
| 06   | 160,500대   | 인스브루커 플라츠-쇠네베르크 분기점 |
| 10   | 148,400대   | 알보인슈트라세-템펠호퍼 담          |

2010년 기준 독일에서 가장 혼잡한 구간 10위권 내에 100호선 구간은 5곳이 존재한다.
| 순위 | 일간 교통량 | 구간                                |
| ---- | ----------- | ----------------------------------- |
| 01   | 186,100대   | 풍크투름 분기점-쿠르퓌르스텐담      |
| 02   | 171,400대   | 쿠르퓌르스텐담-호엔촐레른담         |
| 04   | 162,900대   | 인스브루커 플라츠-쇠네베르크 분기점 |
| 05   | 159,800대   | 호엔촐레른담-슈마르겐도르프         |
| 08   | 151,300대   | 카이저담 쥐트-풍크투름 분기점       |

2015년 기준 독일에서 가장 혼잡한 구간 5위권 내에 100호선 구간은 3곳이 존재한다.
| 순위 | 일간 교통량 | 구간                                |
| ---- | ----------- | ----------------------------------- |
| 02   | 168,400대   | 알보인슈트라세-템펠호퍼 담          |
| 03   | 167,000대   | 샤를로텐부르크 분기점-슈판다우어 담 |
| 05   | 165,300대   | 카이저담 쥐트-풍크투름 분기점       |

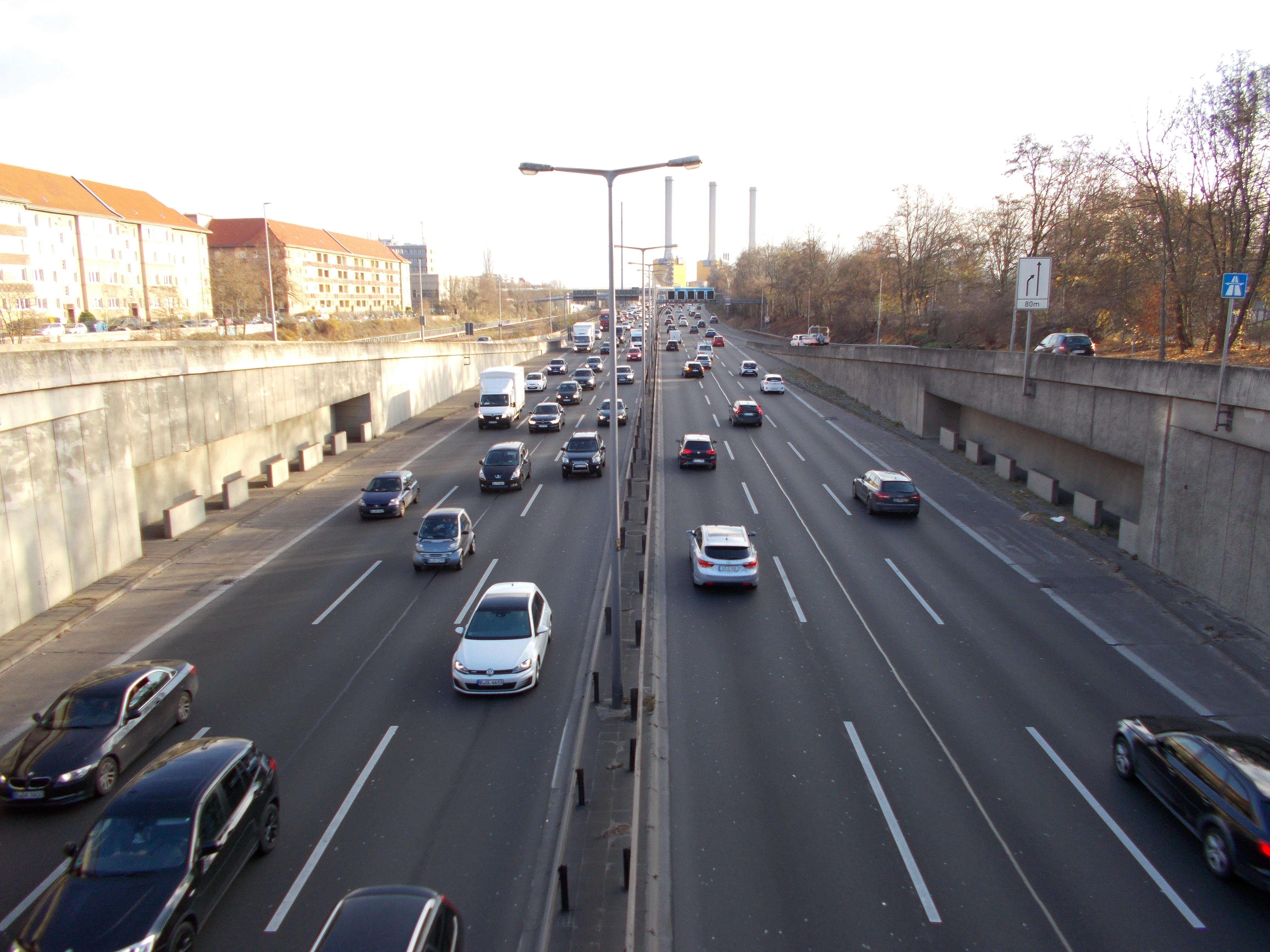
호엔촐레른담 일대 100호선에 설치된 베를린 버스 65번의 과거 정류장.

1960년대 100호선 건설 중 고속도로의 갓길로 튀어나온 형태로 여러 버스 정류장이 설치되었다. 해당 정류장은 계단이나 보행자 터널로 진입할 수 있었다. 당시 정치적인 이유로 베를린교통공사의 버스 노선 중 독일국영철도가 관할했던 베를린 S반과 평행하게 운행하는 65번(이후 105번)이 이 시설을 이용했다. 교통공학적인 문제는 버스의 정류장 인근에서의 진출 및 고속도로로의 재진입이었다. 1993년에 베를린 순환선 철도가 재개통하면서 병행 버스 노선은 폐지되었고, 정류장도 폐지되었다. 일부 정류장은 재활용되기도 했다.

## 참고 문헌
- Werner Lorenz, Roland May, Hubert Staroste, unter Mitwirkung von Ines Prokop: Ingenieurbauführer Berlin. Michael Imhof Verlag, Petersberg 2020, ISBN 978-3-7319-1029-9, S. 44–47.
- Frank Seehausen: Rhetorik einer mobilen Moderne – Visuelle Inszenierungen von Stadt durch Autobahnen und Hochstraßen in der Nachkriegsmoderne. In: Jan Röhnert (Hrsg.): Metaphorik der Autobahn. Böhlau Verlag, Wien / Köln / Weimar 2014, ISBN 978-3-412-22421-9, S. 35–76.
- Frank Seehausen: Schwungvoll in die Zukunft – Verkehr und Architektur im Berlin der 1960er Jahre. In: Thomas Köhler, Ulla Müller (Hrsg.): Radikal Modern. Planen und Bauen im Berlin der 1960er Jahre. (AK Berlinische Galerie). Wasmuth Verlag, Tübingen/Berlin 2015, ISBN 978-3-8030-0792-6), S. 114–123.
- Frank Seehausen: Stadt erfahren. Die vergessenen Qualitäten eines Verkehrsbauwerks der Nachkriegszeit. In: Architektur Berlin 11. Baukultur in und aus der Hauptstadt. hrsg. v. d. Architektenkammer Berlin. Mit Fotografien von Erik-Jan Ouwerkerk. Braun Publishing, Salenstein 2016, ISBN 978-3-03768-206-7, S. 74–77.